# Segunda guerra anglo-maratha
La segunda Guerra Anglo-Maratha que tuvo lugar desde 1803 hasta 1805 fue el segundo conflicto entre la Compañía Británica de las Indias Orientales y el Imperio Maratha en India.

## Antecedentes
Los británicos que habían apoyado al "fugitivo" Peshwa Raghunathrao en la primera Guerra Anglo-Maratha, continuaron apoyando a su hijo, Baji Rao II, quien pronto se enemistó con Malhar Rao Holkar del imperio Maratha cuando mandó matar a uno de sus parientes.
El Imperio Maratha en ese momento consistía de una confederación de cinco jefes principales: el Peshwa (Primer Ministro) en la ciudad capital de Poona, el jefe Gaekwad de Baroda , el jefe Scindia de Gwalior, el jefe Holkar de Indore y el jefe Bhonsale de Nagpur. Los jefes Maratha estaban enzarzados en disputas internas entre sí. Lord Mornington gobernador de la India Británica había ofrecido repetidamente un tratado subsidiario a los Peshwa y Scindia, pero Nana Fadnavis un ministro Maratha muy respetado se negó a firmarlo.
En octubre de 1802, los ejércitos combinados del Peshwa Baji Rao II y los Scindia fueron derrotados por Yashwantrao Holkar, gobernante de Indore, en la batalla de Poona (Pune). Baji Rao buscó la protección británica, y en diciembre del mismo año firmó el Tratado de Bassein (Vasai) con la Compañía Británica de las Indias Orientales, cediendo territorio para el mantenimiento de una fuerza combinada y acordando no firmar ningún tratado con otra potencia. El tratado se convertiría en la "sentencia de muerte del Imperio Maratha".

## Guerra

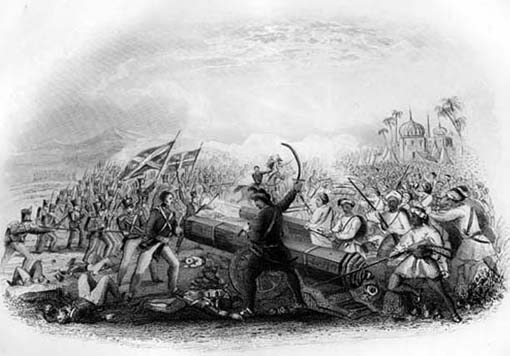
Batalla de Assaye el 1.º Batallón 8.º Regimiento de Infantería Nativa carga contra el cañón, liderados por el capitán Hugh Macintosh

Este acto por parte de los Peshwa, su señor nominal, horrorizó y disgustó a los jefes Maratha; en particular a los gobernantes Scindia de Gwalior, y los gobernantes Bhonsale de Nagpur y  Berar impugnaron el acuerdo.
La estrategia británica incluía asegurar la meseta de Decán, con Gerard Lake tomando Doab y luego Delhi, Powell entrando a Bundelkhand (Distrito de Sagar), Murray tomando Badoch y Harcourt neutralizando Bihar. Los británicos disponían de más de 53,000 hombres para lograr sus objetivos.: 66–67 
En septiembre de 1803, las fuerzas de Scindia fueron derrotadas por Lake en Delhi y Arthur Wellesley en Assaye. El 18 de octubre, las fuerzas británicas tomaron el fuerte Burhanpur. Los Holkar gobernantes de Indore se unieron tardíamente a la refriega y obligaron a los británicos a firmar la paz.

## Conclusión
El 17 de diciembre de 1803, Raghoji II Bhonsale de Nagpur firmó el Tratado de Deogaon.: 73 en Odisha con los británicos después de la batalla de Argaon y abandonó la provincia de Cuttack (que incluía Mughal y la parte costera de Odisha, Garjat/los estados principescos de Odisha, Distrito de Balasore, partes del distrito de Midnapore).
El 30 de diciembre de 1803, el Daulat Scindia firmó el tratado de Surji-Anjangaon con los británicos : 73  después de la batalla de Assaye y la batalla de Laswari y cedió a los británicos Rohtak, Gurgaon, Ganges-Jumna Doab (Uttar Pradesh), la región de Delhi-Agra, partes de Bundelkhand, algunos distritos de Gujarat y el fuerte de Ahm.
Los británicos comenzaron las hostilidades contra Yashwantrao Holkar de la dinastía Holkar del imperio Maratha el 6 de abril de 1804. El Tratado de Rajghat, firmado el 24 de diciembre de 1805, obligó a los Holkar a renunciar a sus territorios de Tonk, Rampura y Bundi en Rayastán.: 90–96 
Años después estallaría la  tercera guerra anglo-maratha.